# سوانزي سيتي
نادي سوانزي سيتي لكرة القدم (بالإنجليزية: Swansea City Association Football Club) هو نادي ويلزي محترف لكرة القدم يقع في سوانزي في ويلز. تأسس النادي عام 1912، ودخلوا الدوري الإنجليزي الدرجة الثانية عام 1921 وقد لعبوا في الدوري الإنجليزي القديم ما بين عام 1981 و1983 وحصل في أول موسم له بالدوري الإنجليزي القديم المركز الخامس. في 2010-11 صعد الفريق إلى الدوري الإنجليزي الممتاز بعدما فاز في التصفيات، ويصبح أول فريق ويلزي يلعب في الدوري الإنجليزي الممتاز.
كان اسم الفريق سوانزي تاون (قرية سوانزي) حتى عام 1969 حتى تم تغير اسمه إلى سوانزي سيتي (مدينة سوانزي) نظراً لتقدم حالة سوانزي من قرية إلى مدينة
يلعب سوانزي سيتي منذ 2005 في ملعب الحرية الذي يشاركه فريق اوسبريز للرجبي، وكان قبل 2005 يلعب في فيتش فالد.

## تشكيلة الفريق

### التشكيلة الحالية
آخر تحديث في 20 سبتمبر 2016.

ملاحظة: تشير الأعلام إلى المنتخب الوطني على النحو المحدد في قواعد الأهلية للفيفا. قد يحمل اللاعبون أكثر من جنسية واحدة غير تابعة للفيفا.
| الرقم | البلد          | المركز | اللاعب            |
| ----- | -------------- | ------ | ----------------- |
| 1     | بولندا         | حارس   | ووكاش فابيانسكي   |
| 2     | إسبانيا        | مدافع  | جوردي أمات        |
| 3     | ويلز           | مدافع  | نيل تايلور        |
| 4     | كوريا الجنوبية | وسط    | غي سونغ يونغ      |
| 5     | هولندا         | مدافع  | مايك فان دير هورن |
| 6     | إنجلترا        | مدافع  | ألفي ماوسون       |
| 7     | إنجلترا        | وسط    | ليون بريتون       |
| 8     | هولندا         | وسط    | ليروي فير         |
| 9     | إسبانيا        | مهاجم  | فرناندو يورنتي    |
| 10    | إسبانيا        | مهاجم  | بورخا غونزاليز    |
| 12    | إنجلترا        | وسط    | ناثان داير        |
| 13    | السويد         | حارس   | كريستوفر نوردفيلت |
| 15    | إنجلترا        | وسط    | واين روتلديج      |

| الرقم | البلد     | المركز | اللاعب            |
| ----- | --------- | ------ | ----------------- |
| 17    | غامبيا    | مهاجم  | مودو بارو         |
| 19    | أستراليا  | حارس   | مارك بريغيتي      |
| 20    | الإكوادور | وسط    | خيفيرسون مونتيرو  |
| 22    | إسبانيا   | مدافع  | أنخيل رانخيل      |
| 23    | آيسلندا   | وسط    | غيلفي سيغوردسون   |
| 24    | إنجلترا   | وسط    | جاك كورك          |
| 25    | ألمانيا   | حارس   | جيرهارد تريميل    |
| 26    | إنجلترا   | مدافع  | كايل نوتون        |
| 33    | الأرجنتين | مدافع  | فيديريكو فرنانديز |
| 35    | إسكتلندا  | مدافع  | ستيفان كينغسلي    |
| 56    | إسكتلندا  | وسط    | جاي فولتون        |
| 62    | إسكتلندا  | مهاجم  | أوليفر ماكبرني    |

### المعارون
ملاحظة: تشير الأعلام إلى المنتخب الوطني على النحو المحدد في قواعد الأهلية للفيفا. قد يحمل اللاعبون أكثر من جنسية واحدة غير تابعة للفيفا.
| الرقم | البلد   | المركز | اللاعب                              |
| ----- | ------- | ------ | ----------------------------------- |
|       | إنجلترا | مدافع  | كايل بارتلي (إلى نادي ليدز يونايتد) |
|       | فرنسا   | مدافع  | فرانك تابانو (إلى نادي غرناطة)      |
|       | ويلز    | مدافع  | ليام شيفارد (إلى نادي يوفيل تاون)   |
|       | إنجلترا | وسط    | مات غرايمز (إلى نادي ليدز يونايتد)  |

| الرقم | البلد  | المركز | اللاعب                                      |
| ----- | ------ | ------ | ------------------------------------------- |
|       | هولندا | وسط    | كينجي جوري (إلى نادي نورثامبتون تاون)       |
|       | ويلز   | وسط    | رايان هيدجيس (إلى نادي يوفيل تاون)          |
|       | فرنسا  | مهاجم  | بافيتيمبي غوميس (إلى نادي أولمبيك مارسيليا) |
|       | هولندا | مهاجم  | مارفين إمنيس (إلى نادي بلاكبيرن روفرز)      |

## وصلات خارجية
- الموقع الإلكتروني